# L'Enfant hiéroglyphe
L'Enfant hiéroglyphe est le 15e album de la série de bande dessinée Papyrus de Lucien De Gieter. L'ouvrage est publié en 1992.

## Synopsis
Imhoutep, successeur d’Aménopé, est sauvé d'un incendie par Papyrus. Le parchemin qui établissait les plans d’Aménopé pour le nouveau temple a été sauvé. Mais les ouvriers refusent de travailler, Imhoutep est accusé de sacrilège. Théti-Chéri et Papyrus démasqueront les responsables de ses ennuis.